# روبرت بيكس
روبرت ستيفن بول بيكس (بالهولندية: Robert Stephen Paul Beekes) هو عالم لغات هندو أوروبية هولندي ولد في يوم 2 سبتمبر 1937 في مدينة هارلم في هولندا، حصل على درجة البروفيسور من جامعة ليدن في دراسات الهندو أوروبية وإختص بااللغات الهندو أوروبية البدائية، توفي في يوم 21 سبتمبر 2017 في أوخستخيست.